# Villmergen
Villmergen (das V wie ein F gesprochen; schweizerdeutsch: [ˈfɪlˌmærɡə]) ist eine Einwohnergemeinde im Schweizer Kanton Aargau. Sie gehört zum Bezirk Bremgarten und liegt im Bünztal im Südosten des Kantons. Bekannt ist der Ort als Schauplatz der Entscheidungsschlachten der Villmergerkriege von 1656 und 1712. Am 1. Januar 2010 wurde das benachbarte Hilfikon eingemeindet.

## Geographie

Historisches Luftbild aus 400 m von Walter Mittelholzer von 1925

Das Dorf liegt am westlichen Rand des Bünztals, am Fusse des Rietenbergs. Dieser bewaldete Höhenzug ist die nordwestliche Fortsetzung des Lindenbergs. Der nördliche Teil des Gemeindegebiets liegt in der Bünzebene, die bis in die 1920er Jahre weitläufige Sumpfgebiete aufwies und dann trockengelegt wurde. Nordöstlich des Dorfes erstreckt sich eine ausgedehnte Industriezone. Etwa drei Kilometer nördlich des Dorfes, zwischen Dintikon und Dottikon, befindet sich rund um die ehemalige Schuhfabrik Bally ein zweiter Siedlungsschwerpunkt, das Bally-Quartier. Hilfikon (479 m ü. M.) liegt nahe der südlichen Gemeindegrenze im Tal des Erusbachs. Dieser nimmt in Villmergen den Hinterbach auf, wird im weiteren Verlauf Holzbach genannt und mündet in der Nähe von Dottikon in die Bünz.
Die Fläche des Gemeindegebiets beträgt 1194 Hektaren, davon sind 414 Hektaren mit Wald bedeckt und 290 Hektaren überbaut. Die höchste Stelle befindet sich auf 712 m ü. M. auf dem Rietenberg, die tiefste Stelle auf 408 m ü. M. an der Bünz. Nachbargemeinden sind Dottikon im Norden, Wohlen im Osten, Büttikon im Südosten, Sarmenstorf im Süden, Seengen und Egliswil im Westen sowie Dintikon und Hendschiken im Nordwesten. Die Bebauung ist im Osten mit derjenigen der Nachbargemeinde Wohlen zusammengewachsen.

## Geschichte
Zu römischer Zeit führte eine Wasserleitung aus Tonröhren durch Villmergen, wie eine Untersuchung im Jahr 1945 zeigte. Zwischen 500 und 700 n. Chr. entstand auf dem heutigen Gemeindegebiet eine alamannische Siedlung. 1185 wird das Dorf als Vilmaringen erstmals urkundlich erwähnt. Der Ortsname leitet sich vom althochdeutschen Filmaringun ab und bedeutet «bei den Leuten des Vilmar», die heutige Namensform ist seit dem 15. Jahrhundert üblich.
Im Jahr 1264 übernahmen die Habsburger die Landesherrschaft von den Kyburgern. 1415 eroberten die Luzerner die Dörfer Büttikon, Hilfikon, Sarmenstorf, Uezwil und Villmergen, doch 1425 mussten sie das Gebiet an den gemeinsamen Besitz der Eidgenossen zurückgeben. Villmergen war fortan der Hauptort des gleichnamigen Amtes in den Freien Ämtern, einer gemeinen Herrschaft. Im Jahr 1529 wechselte das Dorf zur reformierten Konfession über, nach dem Zweiten Kappelerkrieg musste es zwei Jahre später jedoch zum Katholizismus zurückkehren.

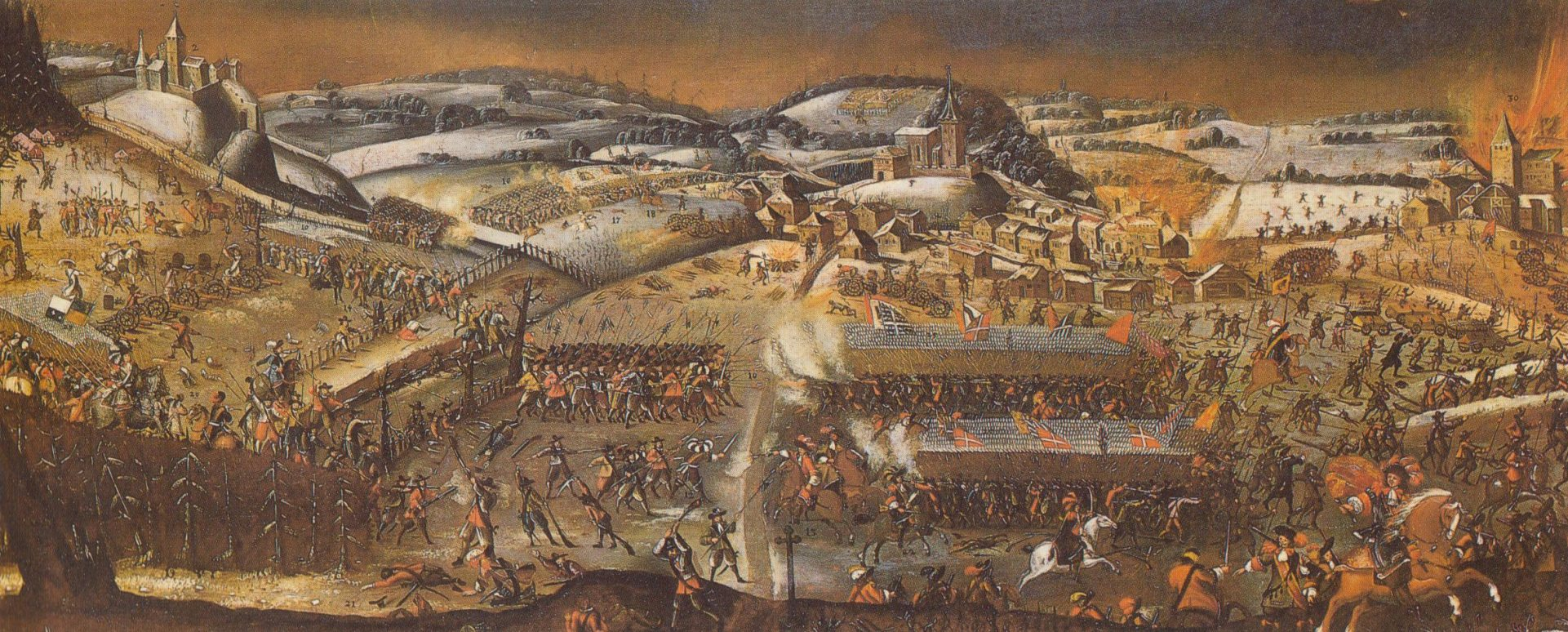
Erste Schlacht von Villmergen

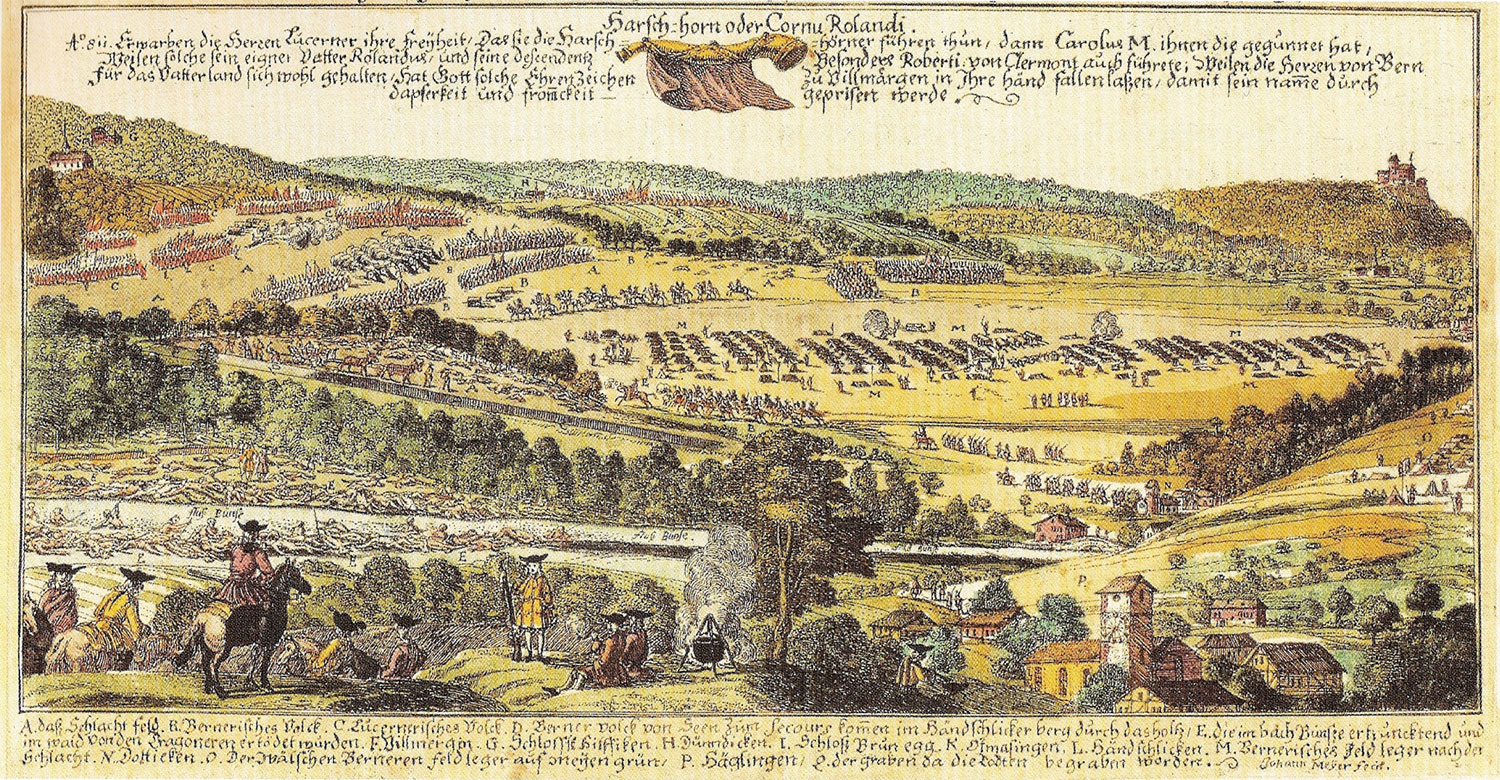
Zweite Schlacht von Villmergen

Am 24. Januar 1656 fand im Gebiet Himmelrych die Erste Schlacht von Villmergen statt. Die katholischen Luzerner und ihre Verbündeten siegten gegen die reformierten Berner. Das Dorf wurde geplündert und teilweise niedergebrannt. Der Glaubenskonflikt in der Eidgenossenschaft schwelte jahrzehntelang weiter, und so kam es am 24. Juli 1712 zur äusserst blutigen Zweiten Schlacht von Villmergen, in der die Berner den Sieg davontrugen. Auf katholischer Seite starben über 3000 Soldaten, rund 1000 auf Seiten der Berner.
Im März 1798 nahmen die Franzosen die Schweiz ein und riefen die Helvetische Republik aus. Villmergen war nun eine Gemeinde im Distrikt Sarmenstorf des kurzlebigen Kantons Baden, seit 1803 gehört sie zum Kanton Aargau. 1840 entstand das erste Schulhaus. Am 11. Januar 1841 kam es auf dem Langelenfeld bei Villmergen zu einem Gefecht zwischen Truppen des Kantons und aufständischen Freiämtern, die sich gegen die Verhaftung des Bünzer Komitees und die neue Verfassung auflehnten. Dabei starben sieben Aufständische und zwei Regierungssoldaten. Dieser Aufstand war eine der Ursachen des Aargauer Klosterstreits.
Ab 1850 entwickelte sich Villmergen von einem stattlichen Bauerndorf zu einem grösseren Industriedorf. Diese Entwicklung beschleunigte sich nach der Eröffnung der Wohlen-Meisterschwanden-Bahn am 18. Dezember 1916. Nach 1950 gab es aufgrund der Ansiedlung zahlreicher Industriebetriebe einen erneuten Entwicklungsschub. Die Einwohnerzahl hat sich seither fast verdreifacht; die 5000er-Marke wurde 1996 überschritten. Am 31. Mai 1997 erfolgte die Stilllegung der Wohlen-Meisterschwanden-Bahn. Das Teilstück südlich von Villmergen wurde in einen Radweg umgewandelt, das Teilstück zwischen Wohlen und Villmergen (bis zum Übergang Rebenstrasse) wird sporadisch noch immer für den Güterverkehr genutzt.
Am 15. Juni 2007 genehmigten die Gemeindeversammlungen von Villmergen und Hilfikon die Fusion beider Gemeinden. Volksabstimmungen in beiden Gemeinden bestätigten am 25. November 2007 den Beschluss, der am 1. Januar 2010 vollzogen wurde.
Heute ist das Grundwasser von Villmergen mit Pestiziden wie Chlorothalonil belastet. Um die Konzentration zu senken, wird möglichst viel Trinkwasser aus Wohlen zugekauft.

## Sehenswürdigkeiten
Die Geschichte der katholischen Pfarrkirche St. Peter und St. Paul reicht mindestens bis ins 12. Jahrhundert zurück. Die aus dem Mittelalter stammende und mehrfach erweiterte Kirche befand sich zuoberst auf dem Kirchhügel und wurde 1862 wegen Platzmangels abgerissen. Als Ersatz entstand weiter unten auf einer Terrasse ein neues Gebäude im neugotischen Stil nach Plänen von Wilhelm Keller, der sich unter anderem gegen Joseph Caspar Jeuch und Ferdinand Stadler durchsetzen konnte. Die Einweihung erfolgte 1866 durch Bischof Eugène Lachat. Aufgrund ihrer exponierten Lage überragt diese Hallenkirche das übrige Dorf. Oberhalb der Kirche steht die Nothelferkapelle, 1697 als Beinhaus errichtet. Im Dorfzentrum stehen mehrere Häuser aus dem 17. und 18. Jahrhundert. Das Wahrzeichen von Hilfikon ist das auf einem Hügel über dem Dorf gelegene Schloss Hilfikon.

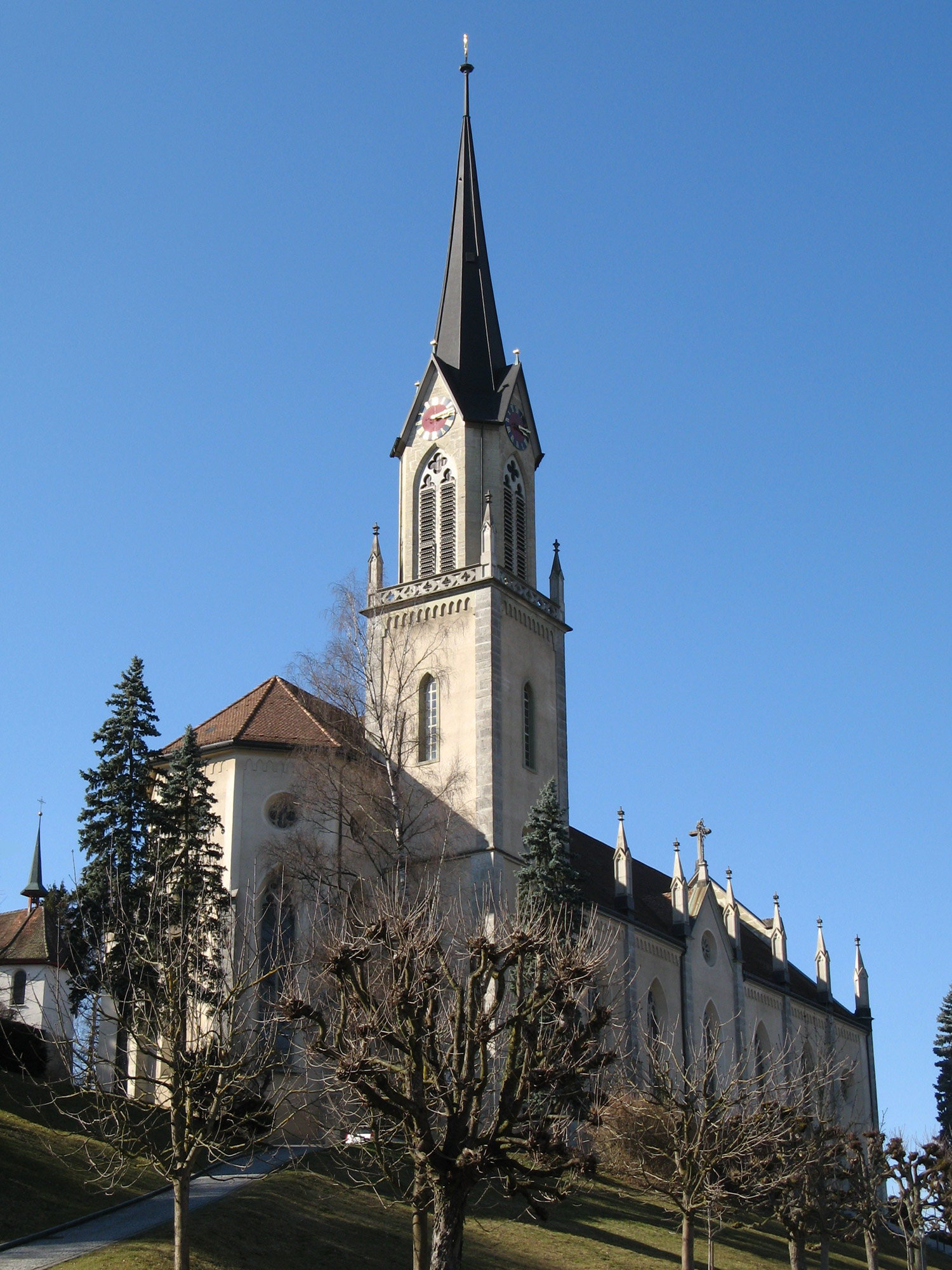
Katholische Pfarrkirche St. Peter und St. Paul
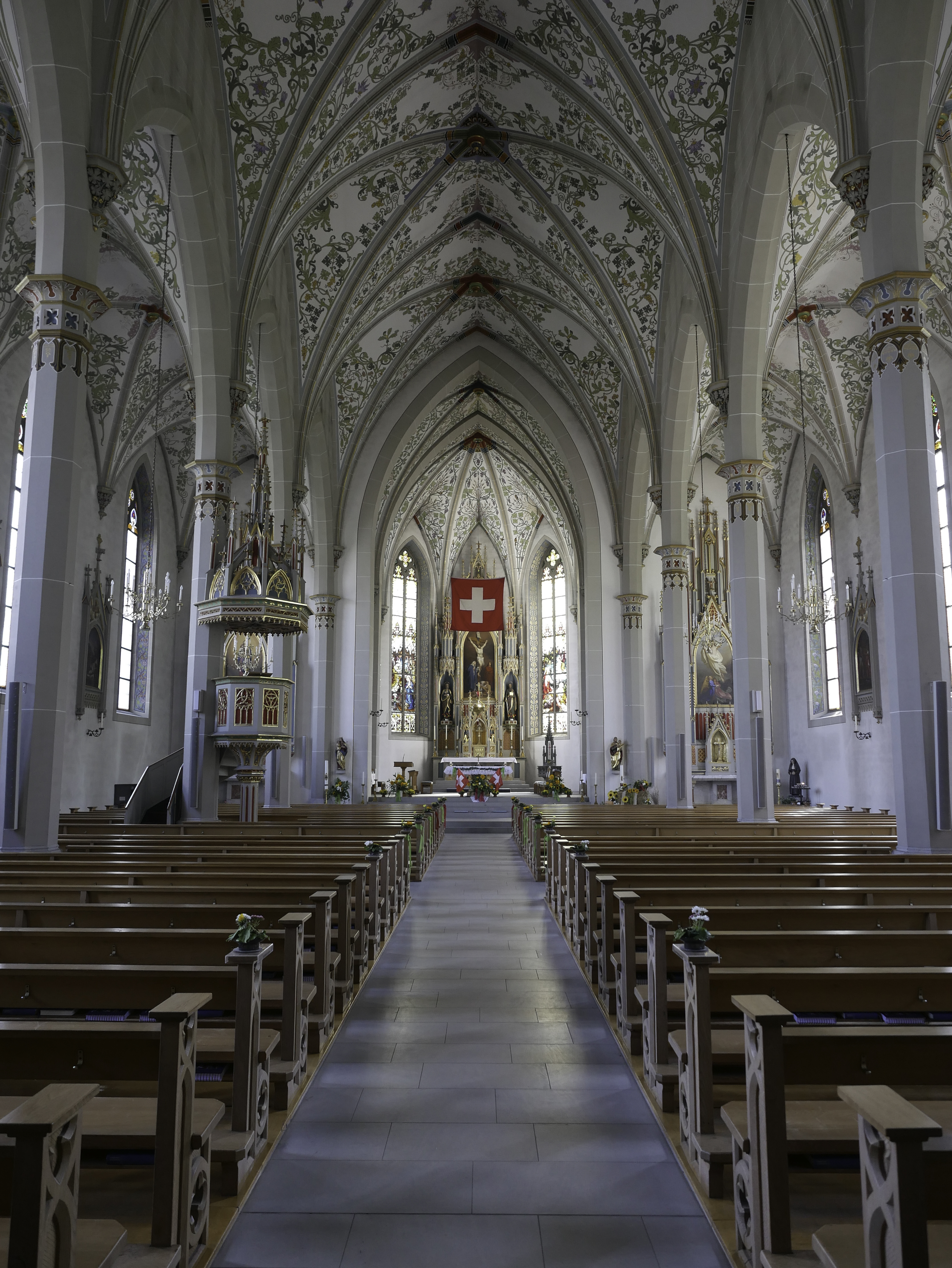
Katholische Pfarrkirche St. Peter und St. Paul
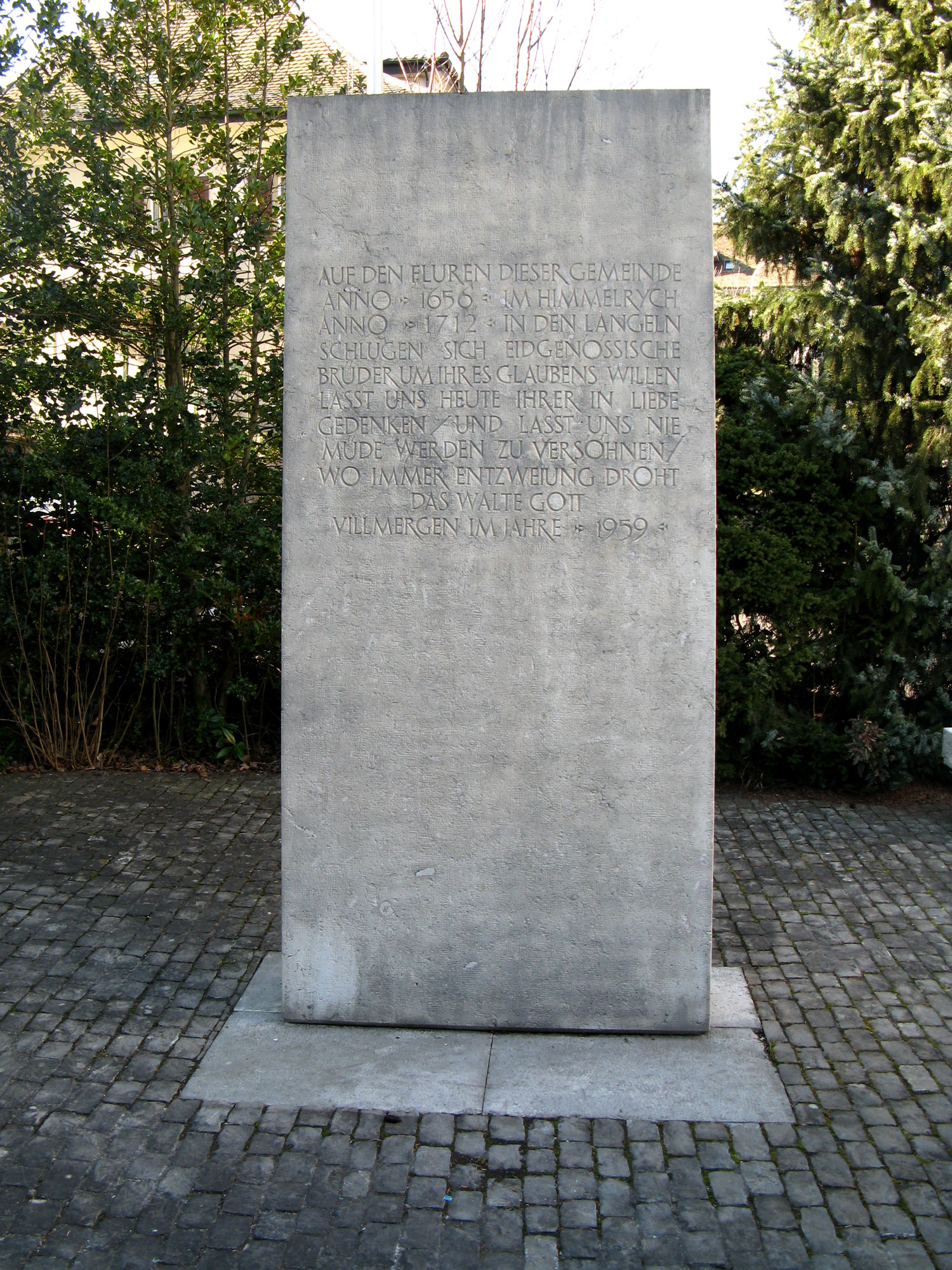
Denkmal zur Erinnerung an die Schlachten von Villmergen
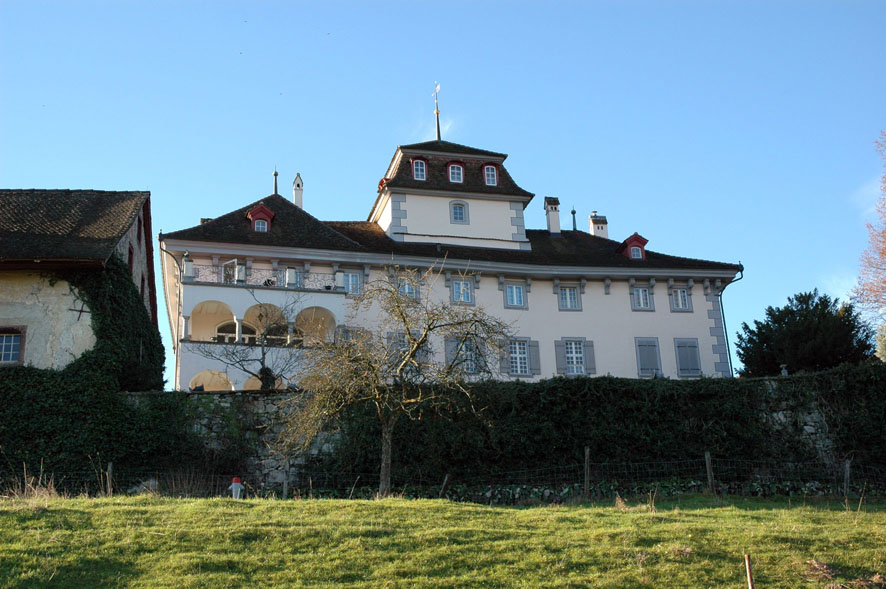
Schloss Hilfikon
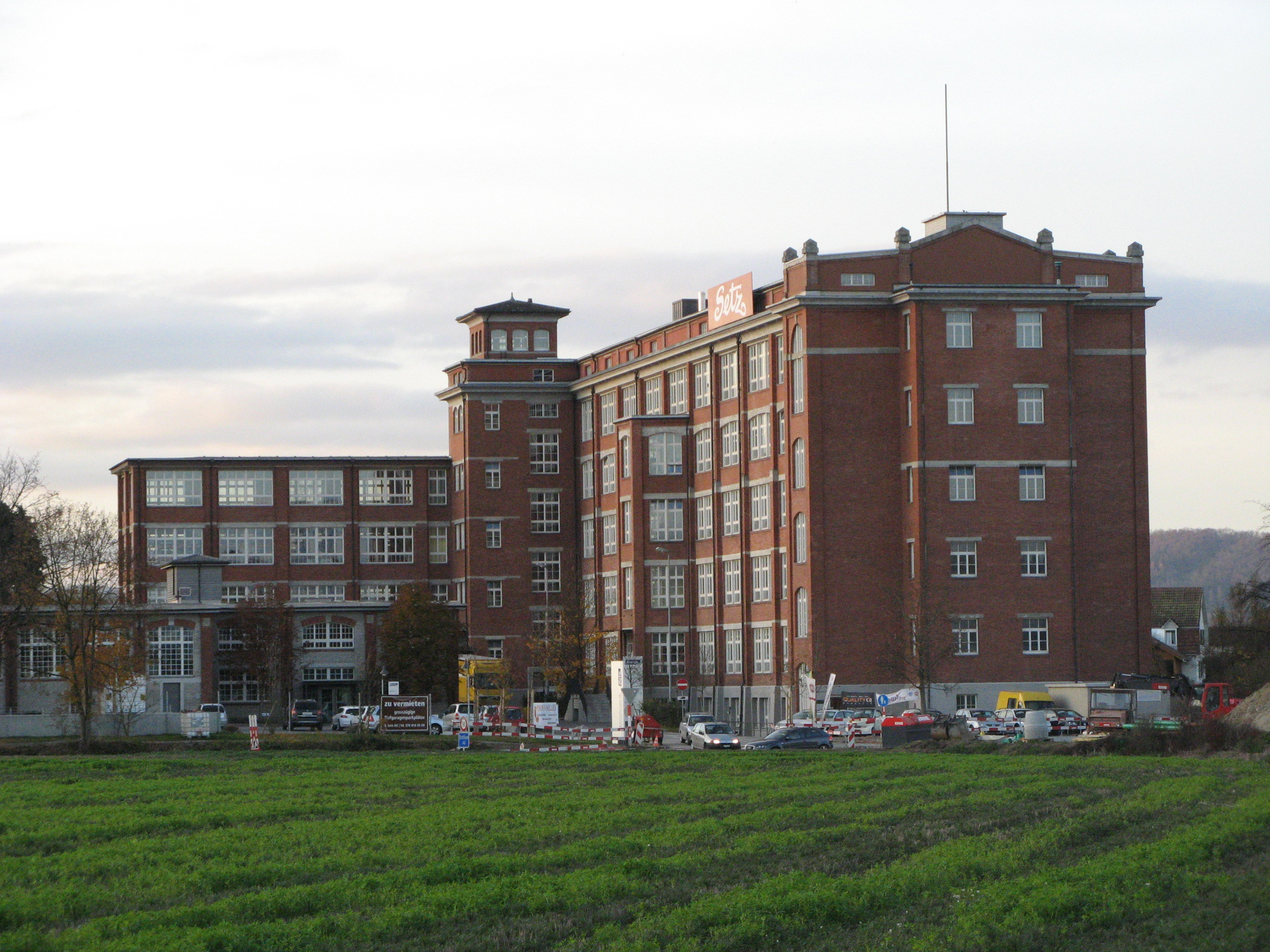
Ehemalige Bally-Schuhfabrik

## Wappen
Die Blasonierung des Gemeindewappens lautet: «In Weiss rote Rose mit gelben Butzen und grünen Kelchblättern.» In Johannes Stumpfs Schrift «Gemeiner loblicher Eydgnoſchafft Stetten Landen vnd Völckeren Chronik wirdiger thaaten beſchreybung» von 1547/48 erscheint die rote Rose als angebliches Wappen der Herren von Villmergen, obwohl dieses eigentlich eine schwarze Spitze in Weiss aufweist. Doch spätestens mit dem Gemeindesiegel von 1811 setzte sich das Rosenmotiv durch.

## Bevölkerung
Die Einwohnerzahlen entwickelten sich wie folgt:
| Jahr      | 1798 | 1850 | 1900 | 1930 | 1950 | 1960 | 1970 | 1980 | 1990 | 2000 | 2010 | 2020 |
| Einwohner | 888  | 1594 | 1785 | 2707 | 2812 | 3232 | 4322 | 4042 | 4649 | 5079 | 5918 | 7668 |

Die folgenden Angaben beziehen sich jeweils auf die Summe der Gemeinden Villmergen und Hilfikon.
Am 31. Dezember 2023 lebten 8132 Menschen in Villmergen, der Ausländeranteil betrug 35,1 %. Bei der Volkszählung 2015 bezeichneten sich 48,4 % als römisch-katholisch und 14,1 % als reformiert; 37,5 % waren konfessionslos oder gehörten anderen Glaubensrichtungen an. 86,5 % gaben bei der Volkszählung 2000 Deutsch als ihre Hauptsprache an, 5,5 % Italienisch, 1,3 % Albanisch, 1,2 % Portugiesisch, 0,7 % Türkisch und 0,6 % Serbokroatisch.

## Politik und Recht
Die Versammlung der Stimmberechtigten, die Gemeindeversammlung, übt die Legislativgewalt aus. Ausführende Behörde ist der fünfköpfige Gemeinderat. Er wird im Majorzverfahren vom Volk gewählt, seine Amtsdauer beträgt vier Jahre. Der Gemeinderat führt und repräsentiert die Gemeinde. Dazu vollzieht er die Beschlüsse der Gemeindeversammlung und die Aufgaben, die ihm vom Kanton zugeteilt wurden. Für Rechtsstreitigkeiten ist in erster Instanz das Bezirksgericht Bremgarten zuständig. Villmergen gehört zum Friedensrichterkreis VI (Wohlen).
Der Gemeindeammann Ueli Lütolf ist der Vater des Influencers Kevin Lütolf.

## Wirtschaft
In Villmergen gibt es gemäss der im Jahr 2015 erhobenen Statistik der Unternehmensstruktur (STATENT) rund 3700 Arbeitsplätze, davon 2 % in der Landwirtschaft, 45 % in der Industrie und 53 % im Dienstleistungssektor. Neben international tätigen Grossbetrieben verfügt Villmergen auch über eine stattliche Anzahl kleiner und mittelständischer Unternehmen. Im Gebiet Allmend, an der Grenze zu Wohlen, befindet sich ein weitläufiges Industriegebiet mit grossen Fabrikanlagen. Die ortsansässigen Firmen profitieren stark von der günstigen Verkehrslage und vom niedrigen Gemeindesteuerfuss. Das bedeutendste Unternehmen mit Sitz in Villmergen ist Behr Bircher Cellpack. Es besteht auch eine Mühle, die Hartweizen und Hafer verarbeitet; die Silotürme prägen das Dorfbild.

## Verkehr

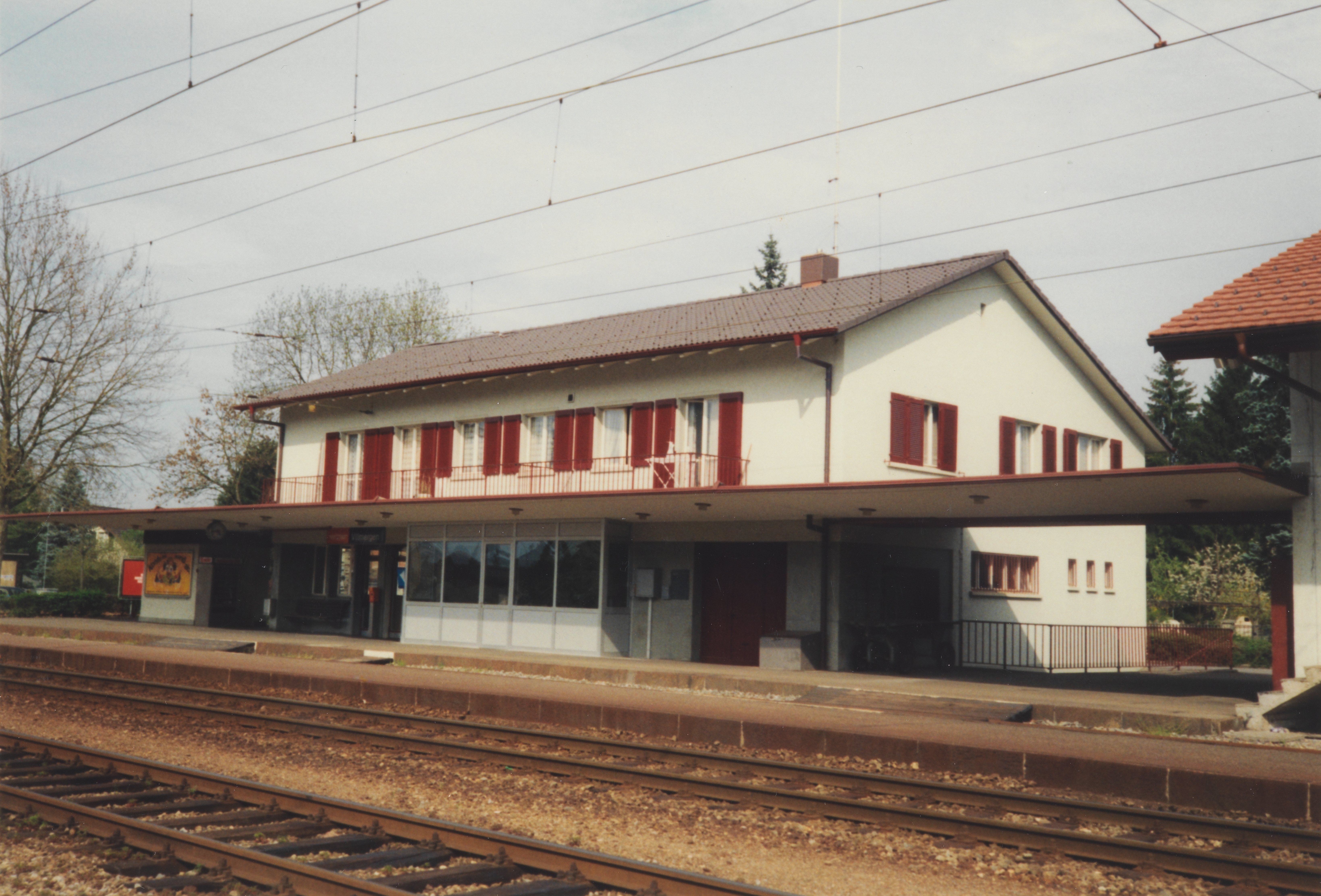
Bahnhof Villmergen der Wohlen-Meisterschwanden-Bahn (1996), kurz vor Schliessung

Villmergen ist leicht erreichbar. Das Dorf liegt etwa 7 km vom Autobahnanschluss Lenzburg entfernt neben der Hauptstrasse 25 (Lenzburg−Zug). Die von Wohlen herkommende Kantonsstrasse 298 führt durch Villmergen ins Seetal, Nebenstrassen stellen Verbindungen nach Büttikon und Dintikon her. Den öffentlichen Verkehr stellen drei Buslinien sicher, die ihren Ausgangspunkt alle am Bahnhof Wohlen haben; sie führen nach Meisterschwanden, Dintikon und ins Industriegebiet. Der SBB-Bahnhof Dottikon-Dintikon (der auf Villmerger Gemeindegebiet liegt), befindet sich etwa drei Kilometer nördlich des eigentlichen Dorfes. An Wochenenden verkehren Nachtbusse von Lenzburg über Villmergen und Wohlen nach Dottikon sowie von Dietikon über Villmergen nach Sarmenstorf.

## Bildung

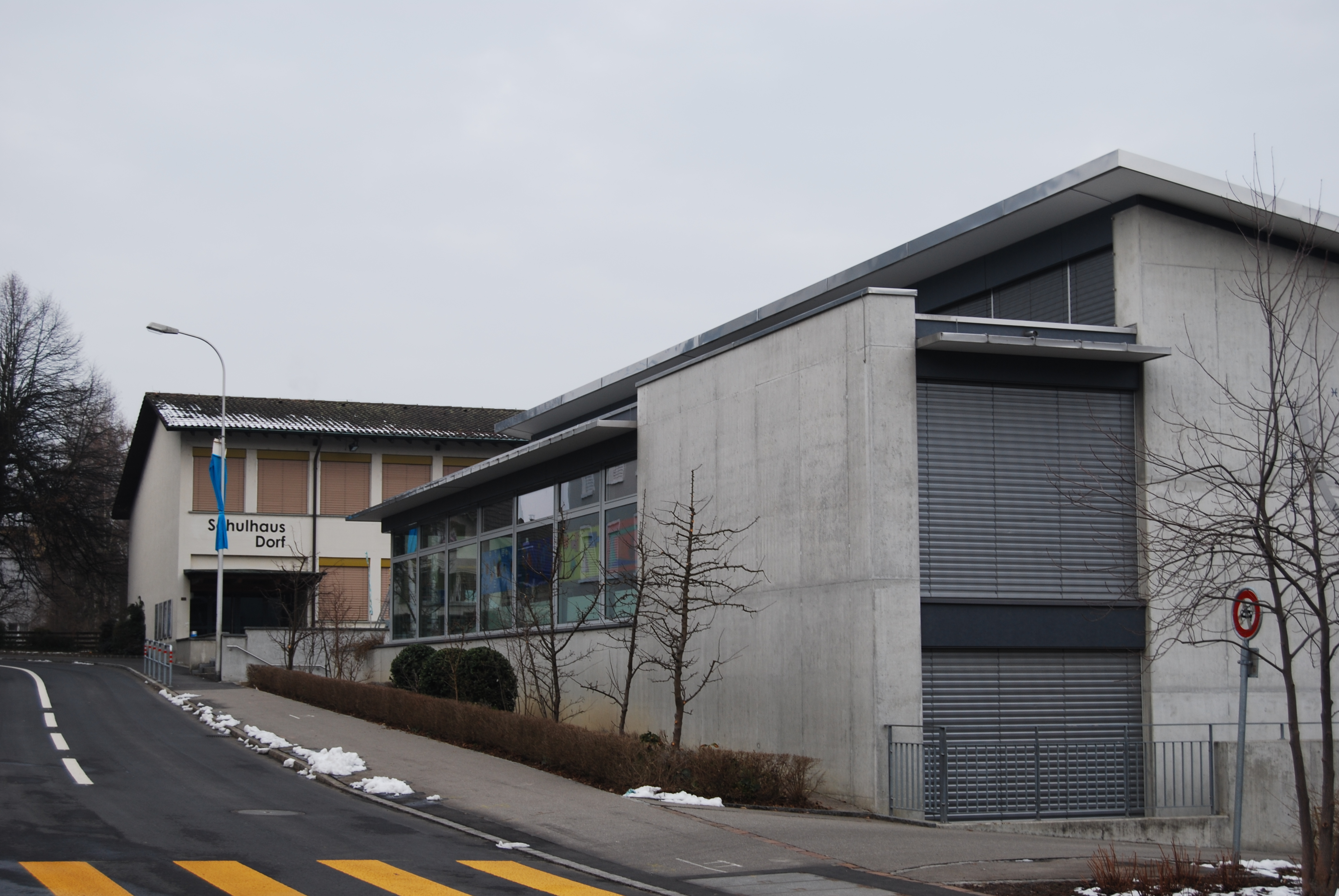
Schulhaus Dorf

Villmergen verfügt über einen Kindergarten mit mehreren Abteilungen sowie drei Schulhäuser, in denen die Primarschule, die Realschule und die Sekundarschule unterrichtet werden. Die Bezirksschule kann in Wohlen besucht werden, ebenso die Kantonsschule Wohlen (Gymnasium). Die Kinder des Bally-Gebietes gehen ebenfalls nach Villmergen zur Schule.

## Persönlichkeiten
- Pius Fischbach (* 1948), Fussballspieler
- Oliver Hegi (* 1993), Kunstturner
- Robert Stäger (1902–1981), Mundartdichter
- Paul Steinmann (* 1956), Theaterautor und Regisseur
- Joachim Wey (1774–1844), Regierungsrat und Richter
- Susanne Wille (* 1974), Journalistin, Fernsehmoderatorin, Generaldirektorin SRG, in Villmergen aufgewachsen